# Just Before I Go
Pour plus de détails, voir Fiche technique et Distribution.
Just Before I Go est un film américain réalisé par Courteney Cox, sorti en 2014.

## Synopsis
Après que sa femme l'ait quitté, Ted Morgan sombre dans la dépression et décide de se suicider. Mais avant cela, il veut régler des comptes. Il emménage avec son frère Lucky et sa famille et décide de confronter les gens qui lui ont fait du mal. Parallèlement, il découvre que son neveu est homosexuel et que celui-ci vit très mal la situation.

## Fiche technique
- Titre : Just Before I Go
- Titre de travail : Hello I Must Be Going
- Réalisation : Courteney Cox
- Scénario : David Flebotte
- Musique : Erran Baron Cohen (en)
- Photographie : Mark Schwartzbard
- Montage : Roger Bondelli
- Production : Gabriel Cowan, Courteney Cox et Thea Mann
- Société de production : New Artists Alliance et Coquette Productions
- Société de distribution : Anchor Bay Entertainment (États-Unis)
- Pays :  États-Unis
- Genre : Comédie noire
- Durée : 95 minutes
- Dates de sortie : 
  - États-Unis : 24 avril 2014 (Festival du film de Tribeca), 24 avril 2015

## Distribution
- Seann William Scott : Ted Morgan
- Olivia Thirlby : Greta
- Garret Dillahunt : Lucky Morgan
- Kate Walsh : Kathleen Morgan
- Kyle Gallner : Zeke Morgan
- Mackenzie Marsh : Vickie Danzig
- Evan Ross : Romeo
- Rob Riggle : Rowley Stansfield
- Connie Stevens : Nancy
- David Arquette : Albert Danzig
- Jack Quaid : Dylan
- Eddie Perino : Peter
- George Finn : Wyatt
- Missi Pyle : l'officier CT
- Elisha Cuthbert : Penny
- Griffin Gluck : Randy Morgan
- Cleo King : Berta
- Clancy Brown : Dad
- Beth Grant : Mme. Lawrence
- Tate Berney : Ted Morgan à 11 ans
- Ryan Hartwig : Ted Morgan à 16 ans
- Jack McGee : Paul
- Noah Munck : Rowley jeune
- Peggy Miley : Mme. Phillips
- Alisha Wainwright : Sarah
- Thomas Fowler : Kevin
- Joey Nader : l'officier Cheevers
- Lily Berlina : Vickie à 16 ans
- Andrew Gray McDonnell : Johnny

## Accueil
Le film a reçu un accueil défavorable de la critique. Il obtient un score moyen de 24 % sur Metacritic.